# Burgstelle Altenteufen
Die Burgstelle Altenteufen, Alemannisch Alt-Tüfen genannt, auch Teufenstein, ist eine abgegangene mittelalterliche Hangburg im Kanton Zürich in der Schweiz, die namensgebend für das Teufener Adelsgeschlecht war.

## Lage
Die Burgstelle liegt auf dem Gemeindegebiet von Freienstein-Teufen auf einer Höhe von 529 m ü. M. am westlichen Hang des Irchels auf dem Guggisbuck, ungefähr zwei Kilometer östlich der Mündung der Töss in den Rhein. Der Guggisbuck ist ein Hügelsporn über dem Junkerntal, in dem der Tüfenbach fliesst. Die Burgstelle ist von der Bushaltestelle Teufen ZH, Schloss in 20 Minuten Fussmarsch zu erreichen, wobei ungefähr 100 Höhenmeter zu überwinden sind.

## Geschichte

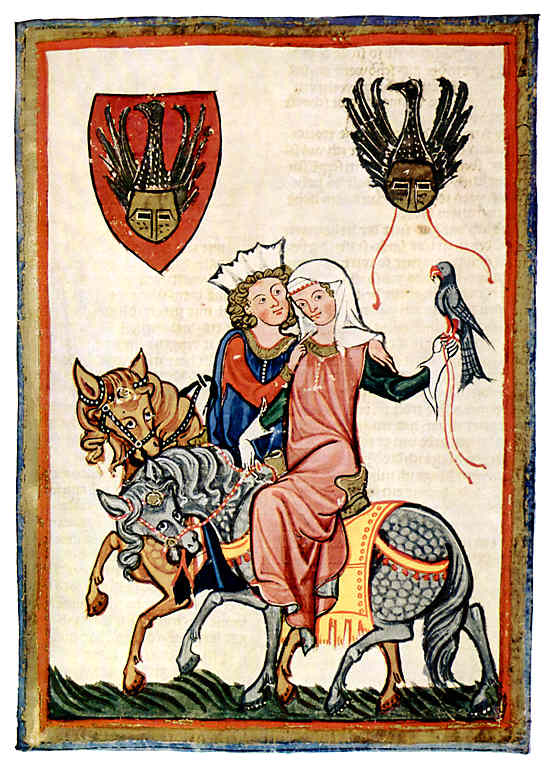
Werner von Teufen

Das hochadelige Geschlecht der Freiherren von Teufen, das besonders im 12. Jh. und 13. Jh. einflussreich war, wurde vermutlich 1116 in einer Urkunde erstmals als Hoech de Tuffin erwähnt. Hiermit wurde wahrscheinlich Hugo I. von Teufen gemeint, der zum Gefolge des Staufer-Königs Konrad III. gehörte. Aus der Familie wird Werner von Teufen oft mit dem gleichnamigen Minnesänger gleichgesetzt der in der Manessische Liederhandschrift mit vier eher aussergwöhnlichen Liedern urkundet obwohl dieser Bezug nicht gesichert ist.
Der ursprüngliche Wohnsitz der Teufener lässt sich nicht nachweisen, sie waren aber verwandt mit den Herren von Tiefenstein im Südschwarzwald, wobei letzteres Geschlecht wahrscheinlich aus dem Geschlecht der Teufener hervorgegangen ist. Es wird aber davon ausgegangen, dass die Burg in Altenteufen der Namensgeber des Adelsgeschlechtes war.
Die Burg gelangte nach dem der Familienzweig der Altenteufener 1284 ausgestorben war in den Besitz der jüngeren Linie der Hohenteufener. Ab 1347 gehörte sie der Familie zum Thor, wobei die Herrschaft mittlerweile ein Lehen der Habsburger geworden war. Sie besass Altenteufen während drei Generationen und begann sich auch von Teufen zu nennen. 1462 ging die Burg an Hans von Griessen, nach neun Jahren 1471 wieder zurück an die Familie von Thor. Die Burg war zu dieser Zeit wahrscheinlich bereits aufgegeben. Es entstand der neue Sitz Schloss Teufen auf dem Gelände des Versorgungshofs der Burg.

## Bauwerk
Die eher kleine Burg stand auf einer schmalen 35 m langen Fläche, die östlich durch einen Halsgraben vom Abhang getrennt war. Die anderen Seiten des Burgareals fielen nördlich und östlich steil in das Junkerntal ab, südlich in das Tal, wo der Zelgbach fliesst. Der Turm wird auf der Ostseite gegen den Hang vermutet, der Wohntrakt eher auf der Westseite. Weil keine Mauerresten gefunden wurden, könnte der Bau auch eine Holz- oder Erdburg gewesen sein. Eher wahrscheinlich ist, dass die Steine gegen Ende des 15. Jh. abgetragen wurden und für den Bau des Schloss Teufen verwendet wurden.